# Z Problematyki Prawa Pracy i Polityki Socjalnej
Z Problematyki Prawa Pracy i Polityki Socjalnej (ZPPPiPS, Labour Law and Social Policy Issues) – rocznik wydawany przez Wydawnictwo Uniwersytetu Śląskiego w Katowicach (ISSN 0208-5003, eISSN 2719-3462) związany z Wydziałem Prawa i Administracji UŚ.
Czasopismo powstało w 1977. Jego redaktorami naczelnymi byli:
- 1977–1987: prof. zw. dr hab. Tadeusz Zieliński
- 1992–2008: dr hab. Arkadiusz Nowak
- 2018–nadal: dr Michał Barański i dr Błażej Mądrzycki

W latach 1977–2008 ukazało się siedemnaście tomów, wydawanych jako prace naukowe Uniwersytetu Śląskiego w Katowicach.
Recenzentami artykułów opublikowanych w ZPPPiPS byli m.in.: Zbigniew Salwa, Walerian Sanetra, Ludwik Florek, Herbert Szurgacz, Michał Seweryński, Józef Skąpski, Czesław Jackowiak, Urszula Jackowiak, Krzysztof Rączka, Tadeusz Kuczyński
Autorami artykułów opublikowanych w ZPPPiPS byli m.in.: Tadeusz Zieliński, Bolesław M. Ćwiertniak, Kazimierz Korzan, Wojciech Muszalski, Krzysztof Rączka, Józef Nowacki, Arkadiusz Nowak, Antoni Witosz, Stanisława Kalus, Teresa Liszcz, Grzegorz Goździewicz, Krzysztof Baran, Helena Szewczyk, Sławomir Tkacz.
W czasopiśmie publikowane są artykuły naukowe z dziedziny nauk społecznych, dyscyplina: nauki prawne. W roczniku publikowane są artykuły w języku polskim oraz angielskim z zakresu tematycznego prawa pracy i polityki socjalnej. Przedstawiciele doktryny prawa pracy i prawa ubezpieczeń społecznych wielokrotnie w swoich opracowaniach naukowych korzystają z wyników badań opublikowanych na łamach ZPPPiPS.
Przy ZPPPiPS ukonstytuowała się Rada Naukowa, w skład której wchodzą wybitni przedstawiciele nauki prawa pracy i prawa ubezpieczeń społecznych, zarówno z Polski, jak i z zagranicy.
Obecnie pierwotną wersją czasopisma jest wersja elektroniczna publikowana w Internecie.  